# 萱沼 (川越市)
萱沼（かいぬま）は、埼玉県川越市東南部の大字。旧入間郡久下戸村の一部及び澁井村飛地。郵便番号は350-0012。

## 地理
川越市の東南端に位置し、西部を久下戸、西北部を古谷本郷、北部を久下戸の飛地、 びん沼川越しの東部をさいたま市西区飯田新田と接している。水田の多い農業地域であり、地内を東西に走る市道を中心に集落が存在する。

### 河川
- びん沼川 - 地域東縁を南流している。かつての荒川の流路。

## 歴史
江戸時代、澁井村は荒川（明治に入って流路が変更され、現在のびん沼川となった）沿いに枝郷と呼ばれる飛び地を持っていた。枝郷は萱の取れる沼を持ち、民家2軒があったという。この枝郷が現在の萱沼にあたる。
明治時代に入って1889年（明治22年）4月1日の町村制施行に伴い、久下戸村及び澁井村は、牛子村・今泉村・南田島村・並木村・木野目村・古市場村及びと合併し南古谷村の大字となった。1955年（昭和30年）4月1日、南古谷村は川越市に編入された。
1967年（昭和42年）11月1日、大字久下戸東南部を大字渋井の飛地と併せ、大字萱沼が成立した。

## 世帯数と人口
2017年（平成29年）10月1日現在の世帯数と人口は以下の通りである。
| 大字 | 世帯数  | 人口  |
| ---- | ------- | ----- |
| 萱沼 | 251世帯 | 660人 |

## 小・中学校の学区
市立小・中学校に通う場合、学区は以下の通りとなる。
| 番地 | 小学校               | 中学校               |
| ---- | -------------------- | -------------------- |
| 全域 | 川越市立南古谷小学校 | 川越市立南古谷中学校 |

## 交通

### 鉄道
地内に鉄道は敷設されていない。最寄駅はJR東日本川越線・南古谷駅になる。

### バス
- 西武バス大34系統・大34-1系統（所沢駅東口・中富-上福岡駅入口-大宮駅西口）
- 西武バス大35・大37系統（大宮駅西口 - 中並木 - 水判土 - 二ツ宮 - 治水橋堤防 - 飯田新田 - 馬宮団地 - ららぽーと富士見）(大37系統は馬宮団地まで)

以上の路線が県道56号線を通過しているが、地内にバス停は無い。利用する際はさいたま市西区飯田新田の治水橋堤防停留所が使用される。

### 道路
- 埼玉県道56号さいたまふじみ野所沢線 - 地内西辺をびん沼川高架橋がかすめている。この橋は1993年（平成5年）に治水橋を架け替えた際に建設された。

## 施設
- 川越東高等学校（校庭の一部）
- 萱沼公民館
- 萱沼びん沼公園
- 天照皇大神宮神明神社
- 稲荷神社

かつて建設技術研究所川越試験場が存在した。